# 벨리카야강

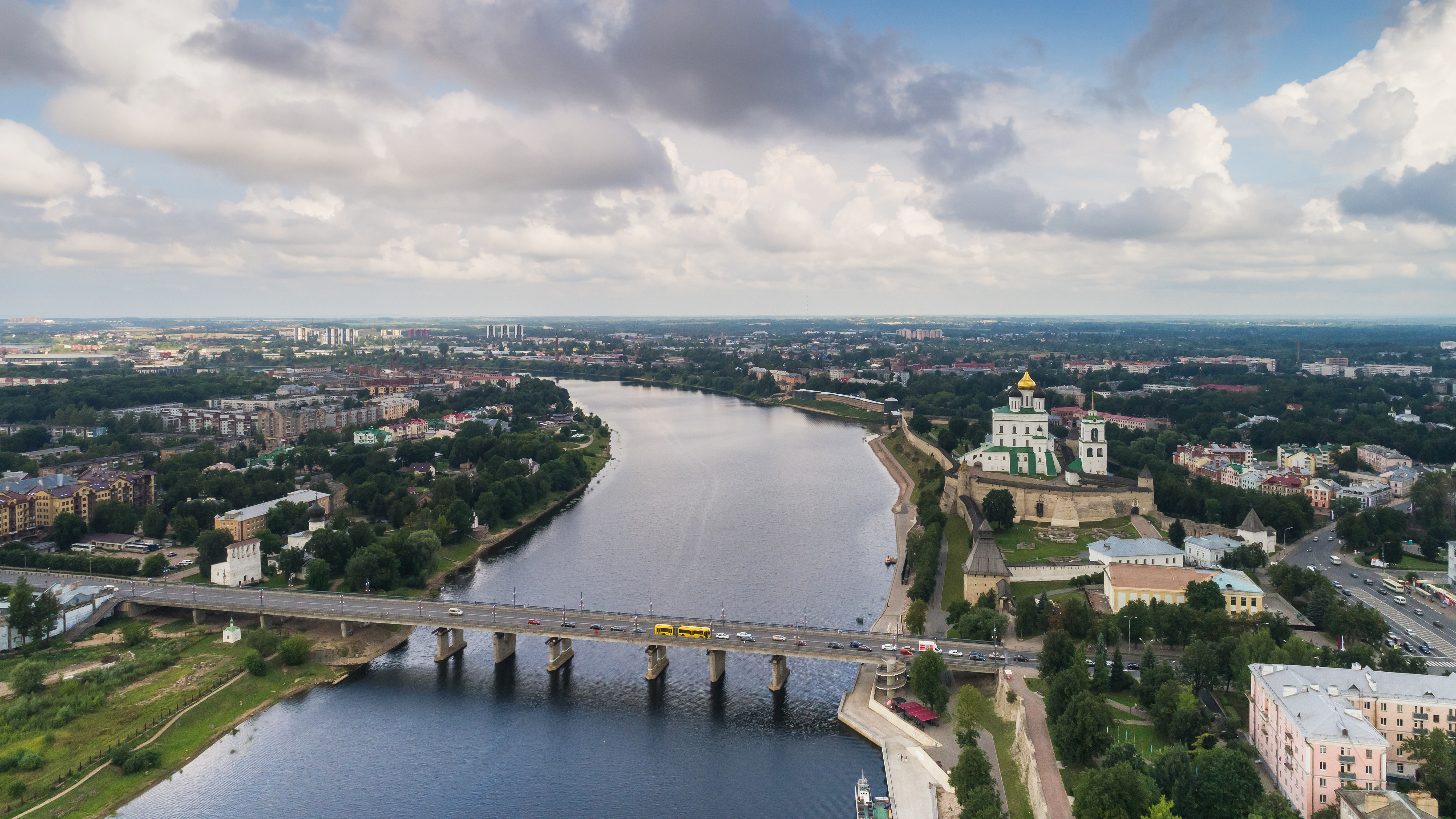

벨리카야강(러시아어: Великая)은 러시아 서쪽(프스코프주)에 위치한 강이다. 프스코프를 경유해서 페이푸스호로 들어간다. 이 강은 나르바강으로 빠지기도 한다.